# Хлоксил
Хлоксил (chloxylum) — 1,4-Бис-(трихлорметил)бензол, или гексахлор-пара-ксилол. Кристаллический порошок белого цвета. Не имеет запаха и вкуса. Слабо растворим в воде, трудно растворим в спирте.

## Показания
Гельминтозы печени: Описторхоз, клонорхоз, фасциолёз.

## Применение
Через 1 час после завтрака (стакан сладкого чая, 100 г белого хлеба), принимают хлоксил внутрь в виде порошка(в 0,5 стакана молока). Дневная доза 0,1 — 0,15 г/кг (6-9 г взрослому); Назначают натощак в 3 приема с промежутками 20-30 минут. Затем через 2-3 часа больной завтракает и спустя еще 2-3 часа принимает желчегонные и спазмолитические средства (экстракт красавки, аллохол)  Слабительных средств после приема хлоксила не назначают. Лечение препаратом продолжается 2 дня.  При необходимости курс лечения повторяют, не менее чем через 4-6 мес.
В настоящее время препарат не применяется.

## Побочные эффекты
При применении хлоксила возможны боль в области печени, увеличение размеров печени, изменения сердечного ритма, боли в области сердца, повышенная эозинофилия, протеинурия. Возможны возникновения аллергических явлений, вызванные, вероятно, гибелью и распадом описторхов. При проявлении аллергических реакций назначают противогистаминные препараты, кальция хлорид.

## Противопоказания
Заболевания печени (не связанные с гельминтозами), поражения миокарда, беременность на любом сроке. 
Недостаточно высокая эффективность, частые побочные явления затрудняют использование хлоксила для массовой химиотерапии трематодозов.

## Форма выпуска
Порошок. Хранение: список Б.